# Alexandre Kerenski
 (novembre 2024).
Si vous disposez d'ouvrages ou d'articles de référence ou si vous connaissez des sites web de qualité traitant du thème abordé ici, merci de compléter l'article en donnant les références utiles à sa vérifiabilité et en les liant à la section « Notes et références ».
Alexandre Fiodorovitch Kerenski (en russe : Александр Фёдорович Керенский), né le 22 avril 1881 (4 mai dans le calendrier grégorien) à Simbirsk et mort le 11 juin 1970 à New York, aux États-Unis, est un avocat et homme politique russe, membre du Parti socialiste révolutionnaire. Après la révolution de Février, il occupa différents postes ministériels dans les deux premiers gouvernements du prince Gueorgui Lvov, puis prit lui-même la tête du Gouvernement provisoire, avant d'être chassé du pouvoir par les bolcheviks lors de la révolution d'Octobre.

## Origines et débuts en politique
Alexandre Fiodorovitch Kerenski est né à Simbirsk (rebaptisée Oulianovsk en 1924), ville où est également né Lénine onze ans avant lui, première rencontre indirecte avec le futur dirigeant bolchévique. Les sources indiquent que le proviseur Kerenski rédigea une note de soutien au futur adversaire de son fils pour qu'il puisse, après l'exécution de son frère aîné, entrer à l'université de Kazan, ce qui fut fait. Lénine parlait toujours avec beaucoup de considération de Feodor Kerenski.[réf. nécessaire]
Petit-fils d'un prêtre orthodoxe, Kerenski doit à son père Feodor une éducation soignée. En effet, décidant de rompre avec la tradition familiale, celui-ci entre à l'université de Kazan, ce qui lui permet de devenir instituteur puis inspecteur et enfin proviseur de deux écoles – filles et garçons – à Simbirsk. Par ailleurs, élément qui appuie son ascension sociale, Feodor (1845-1912) réussit à épouser Nadezhda Adler, la fille d'Alexander Adler, chef du bureau topographique du district militaire de Kazan et de Nadezhda Adlerova (née Kalmykova), fille d'un ancien serf qui racheta sa liberté avant l'abolition du servage en 1861, ce qui lui permit de devenir un riche marchand moscovite. Le père d'Alexandre obtient une nouvelle promotion en 1890. Il devient inspecteur dans une nouvelle région conquise par l'Empire russe, le Turkestan. C’est ainsi que le futur révolutionnaire passe la plus grande partie de sa jeunesse à Tachkent.
En 1899, Kerenski entre à l'université de Saint-Pétersbourg pour étudier la philologie classique et l'histoire. Il visait, probablement influencé par ses racines familiales, une carrière universitaire, mais les conditions particulières du lieu, notamment l'effervescence révolutionnaire croissante des universités, en décident autrement. Après quelques péripéties liées à son engagement politique et aux critiques qu'il exprime contre le pouvoir en place (il raconte lui-même qu'il découvrit la force de ses qualités oratoires lorsqu'il prit la parole, en 1902, devant une assemblée d'étudiants, et que cette découverte décida de son destin politique.[réf. nécessaire] En fait, par la suite, ses talents d'orateur se révèlent médiocres[Qui ?]), passant de l'histoire au droit, Kerenski termine des études juridiques en 1904. Cette réussite lui permet ensuite de s'inscrire au barreau de la capitale.
L'année suivante, les événements politiques de l'empire le mettent au premier rang de la résistance légale au pouvoir impérial. Avocat engagé, il porte assistance à de nombreux militants victimes de la répression policière, notamment aux victimes du « Dimanche rouge », ce qui lui vaut d'être arrêté, puis exilé à Tachkent en décembre 1905 pour possession de littérature illégale. Libéré en avril 1906, les années qui suivent le voient s'engager de plus en plus dans la défense des prisonniers politiques, y compris ses futurs adversaires de la fraction bolchevique du POSDR (il est ainsi avocat d'Evgueni Preobrajenski qui refuse la défense de son conseil trop modérée à son goût[réf. nécessaire]). Il préside la commission d’enquête de la Douma sur le massacre de la Léna, survenu en avril 1912. Ses conclusions en faveur des mineurs massacrés ont fait beaucoup pour sa popularité. Ses succès de prétoire favorisent, en 1912, son entrée à la IVe Douma comme député, sous l'étiquette travailliste. Avec cette position, sa défense des droits civiques prend de l'ampleur. Il est aussi, à cette époque, un des dirigeants francs-maçons les plus en vue de Saint-Pétersbourg, ayant été initié à l’automne 1912 dans la loge Petite ourse, appartenant au Grand Orient des Peuples de Russie, et fut élu au convent de 1916 Secrétaire général du Conseil suprême de cette organisation.
Orateur brillant selon certains, Kerenski rejoint plus tard le groupe parlementaire du Parti socialiste révolutionnaire, considérant avec sympathie sa stratégie d'appui aux populations des campagnes qui est selon lui plus respectueuse de la réalité sociale du pays, le monde ouvrier n'étant encore, à l'époque, qu'embryonnaire dans l’empire. Cette position minoritaire n'empêche pas Kerenski de porter tous ses efforts pour radicaliser la chambre basse, tout en se préparant à son futur rôle révolutionnaire. Il est aussi un militant confirmé, véritable conspirateur professionnel pour lequel le repérage des espions, le contournement des filatures, la maîtrise des correspondances secrètes, sont devenus peu à peu une seconde nature.
Au début de la guerre, en 1914, Kerenski fait peu parler de lui au sein de la Douma. Comme beaucoup d'hommes politiques russes, il est toutefois persuadé que le conflit va conduire à l'effondrement du régime tsariste. Il se construit un profil politique d'opposant absolu à l'autocratie tout en refusant les mots d'ordre marxistes.

## Première révolution de 1917

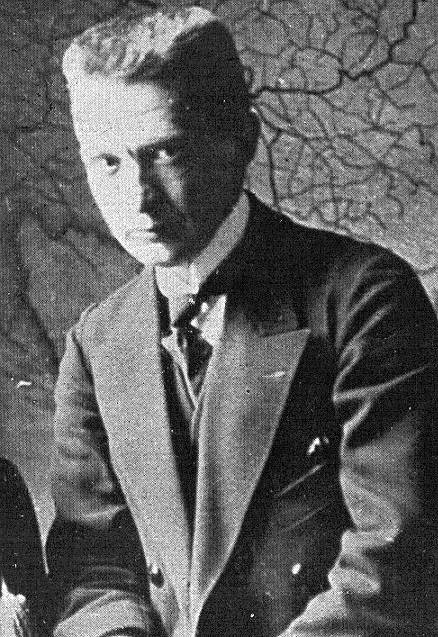
Alexandre Kerenski (date inconnue).

### Ascension au pouvoir (février-mai)
Quand éclate la révolution de Février (dite « bourgeoise » dans l'historiographie soviétique) en février 1917, Kerenski est l'un des chefs de l'opposition. Ce statut lui vaut de gravir les échelons politiques au fur et à mesure de la radicalisation des forces qui se disputent le pouvoir.
Le 27 février, avec la chute de Nicolas II, se met en place dans le pays une double autorité : le comité provisoire de la Douma, formé de députés du centre de la gauche modérée d'un côté, et de l'autre le soviet des députés ouvriers de Petrograd que rejoindront ensuite les délégués des soldats. Installé au palais de Tauride, le soviet est alors présidé par le menchevik Nicolas Tcheidze, assisté par Kerenski, en tant que vice-président.
Une semaine plus tard, un gouvernement provisoire succède au comité de la Douma. Kerenski, dans ce gouvernement dirigé par le prince Georgy Lvov, accède au portefeuille de ministre de la justice, compte tenu de sa connaissance du droit liée à son passé d’avocat. Le nouveau pouvoir proclame toute une série de réformes qui font entrer la Russie dans la démocratie moderne, notamment la libération des prisonniers politiques, l’instauration du suffrage universel et la suppression de la peine de mort.
Le 20 mars 1917 à minuit, le décret signé par Alexandre Kerenski stipule qu’il se « base sur la conviction que dans un pays libre, tous les citoyens sont égaux devant la loi, et sur la conscience que personne ne peut accepter qu’une discrimination contre un autre citoyen soit basée sur sa religion et son origine ethnique », ce qui signifie que le gouvernement russe abolit dès lors toutes les discriminations liées aux déplacements et le lieu de résidence des individus, devenus tous les mêmes citoyens égaux en droit en ce qui concerne l’achat de biens immobiliers et la propriété, la participation dans le commerce et les affaires mais aussi dans les services militaires et civils, la participation aux élections, et l’accès aux institutions éducatives. Ce décret met fin notamment à la discrimination que subissaient les populations de confession juive dans l'ancien empire russe. Dans le même temps ce même gouvernement reconnaît les droits de la Finlande et de la Pologne à l'autodétermination et abolit la peine de mort.
Alors que le mouvement bolchevik prend de l'ampleur avec le retour des exilés — dont Lénine — un second gouvernement provisoire est formé au mois de mai, une nouvelle fois sous la présidence du prince Lvov. Cette fois-ci, Kerenski s’impose aux yeux de ses collègues en prenant le ministère de la Guerre. Il croit que la chute du tsarisme permettra de transformer la guerre impérialiste en guerre des démocraties (dont les États-Unis) contre les empires centraux autoritaires. Il prépare l’offensive Kerenski menée en Galicie en juillet et qui, croit-il, permettra d'aboutir à une paix fondée sur la liberté des peuples.

### Dirigeant de la Russie (mai-septembre)
L'offensive de Galicie, après un début prometteur contre l'Autriche-Hongrie épuisée, est balayée par la contre-attaque de l'armée allemande. Faute de décision sur la réforme agraire, les soldats se débandent et désertent pour participer au partage des terres.
En juin, le congrès panrusse des soviets donne la majorité aux socialistes modérés : sur 822 délégués, les socialistes révolutionnaires sont 285, les Menchéviques 248, les Bolchéviques 105. En juillet, la démission des ministres cadets (ou KD) provoque une nouvelle crise ministérielle. Au même moment, à Petrograd, des manifestations soutenues par les Bolchéviques sont organisées contre le gouvernement provisoire. La répression menée par l'exécutif oblige Lénine à se réfugier en Finlande.
La démission du prince Lvov, aussitôt après, permet à Kerenski de diriger un cabinet de transition. À la fin du mois de juillet, avec l'accord du soviet, il forme un nouveau gouvernement à majorité socialiste. Kerenski, pour la première fois maître du pays, reste aux commandes de la Russie pendant près de 100 jours. À 35 ans, il est sur tous les fronts, toutes les scènes, toutes les estrades, menant de concert l'élimination des membres de l'ancien régime comme leur défense lorsque leur vie est menacée. À cet instant, la popularité du chef du gouvernement est extrême.
La conférence d’État consultative (près de 2 500 participants désignés dans toutes les catégories de la population) voit alors émerger la personnalité autoritaire du général Kornilov. Une semaine plus tard, sous le prétexte de prévenir un éventuel soulèvement bolchévique, celui-ci envoie des troupes dans la capitale tout en demandant le retrait des ministres « incapables ». Après quelques moments de flottement, Kerenski destitue Kornilov tout en s'appuyant sur les soviets pour bloquer l'avancée de ses partisans à Petrograd. Pour Richard Pipes, le complot de Kornilov est invraisemblable et met en cause la duplicité de Kerenski, il fait observer qu'une commission d'enquête innocenta Kornilov en juin 1918. Kerenski prend le commandement de l'armée et instaure une République russe, le 14 septembre 1917.
À la fin du mois de septembre, il forme un troisième gouvernement de coalition, composé essentiellement de franc-maçons. Son problème essentiel reste la gestion de la guerre. La Russie est épuisée par trois années de conflit tandis que la population aspire à la paix. Kerenski et les autres responsables politiques se sentent au contraire obligés de respecter leurs engagements vis-à-vis de la Triple-Entente, c'est-à-dire de continuer la guerre jusqu'à une victoire de plus en plus hypothétique. Ils craignent de plus que l'Allemagne n'exige des concessions territoriales importantes en échange d'un armistice.
Ce refus de désengagement, avec un certain nombre d'erreurs tactiques, sont la cause principale de sa chute. La propagande des partis de gauche, au premier rang desquels le parti bolchévique, promet au peuple « du pain, la paix et des terres ». Les soldats du front, très réceptifs à ce discours, désertent en masse pour regagner leurs villages en amplifiant la désintégration de l'armée.

### Fin du gouvernement provisoire (septembre-octobre)
Fin octobre, alors que les bolcheviks s'organisent pour la prise du pouvoir, la rupture entre le soviet, dominé par ces derniers, avec le gouvernement et la Douma est consommée. Lénine est déterminé à renverser le gouvernement de Kerenski avant qu'il ne puisse être légitimé par les élections prévues de l'Assemblée constituante.
Le coup d'État du 25 octobre 1917 (7 novembre dans le calendrier grégorien) réussit sans grande difficulté. Petrograd est aux mains des soviets noyautés par les Bolcheviks. La « Grande Révolution socialiste d'Octobre » liquide ainsi le pouvoir « bourgeois »[réf. nécessaire] en quelques heures. Kerenski échappe à ses adversaires. Il se réfugie à Pskov, d'où il tente de rassembler des troupes loyales pour essayer de reconquérir la capitale. Son armée prend Tsarskoïe Selo, mais est battue le lendemain à Poulkovo.
Après la défaite de son armée et la reddition des Cosaques et du général Krasnov à Gatchina, celui-ci lui demanda de se rendre sous bonne escorte au Comité militaire révolutionnaire pour parlementer. Mais Kerenski s'enfuit, déguisé en matelot,.
Il vit les semaines suivantes dans la clandestinité chez des amis avant de pouvoir quitter le pays pour la France au printemps 1918, en passant par Mourmansk, avec l'aide des Britanniques. Juste avant son départ, Kerenski avait envisagé de se rendre par surprise à l'assemblée constituante, persuadé que son éloquence aurait pu retourner l'opinion. Ses proches réussirent à l'en dissuader.

## Long exil
Dès cet instant, Kerenski, qui vit à Paris jusqu'en 1940, est au cœur des divisions et querelles qui divisent les exilés russes à l'étranger car beaucoup d'entre eux, notamment les monarchistes, voient en lui, non sans raisons, le fossoyeur du tsarisme. Toute sa vie, à partir de cet instant, n’est qu'une longue justification de sa direction du gouvernement provisoire.
Installé à Paris, durant la guerre civile russe, il ne soutient aucune faction et s'oppose au régime bolchévique comme aux armées blanches dont les chefs tentent alors, avec l’aide des Alliés, de renverser le bolchévisme et, pour certains, de restaurer la monarchie. Écrivain prolifique, il écrit beaucoup sur la période révolutionnaire, publiant notamment La Catastrophe (1927), La Révolution russe - 1917 (1928), La Crucifixion de la liberté (1934).
Quand les Allemands envahissent la France en 1940, Kerenski doit de nouveau fuir et gagne les États-Unis. Lors de l'offensive allemande contre l'Union soviétique en juin 1941, il offre son soutien à Staline mais cette initiative ne reçoit aucune réponse. Durant le conflit, il prend la parole dans des émissions radiophoniques pour encourager l'effort de guerre des Alliés. La paix revenue, il organise un groupe nommé « Union pour la libération de la Russie », sans grand résultat. Son discours pèse peu devant les succès d'une URSS victorieuse qui a étendu son influence sur toute l'Europe orientale. Après un court séjour en Australie avec son épouse, Kerenski revient à Paris en 1949 avant de partir définitivement pour les États-Unis.
Installé à New York, il passe la majeure partie de son temps à l'Institut Hoover, où il contribue à la mise en forme et au classement de l'énorme fonds d'archives détenu par ce centre de recherche. En 1955, toujours en quête de documentation sur la Russie, Kerenski se rend à Stanford, université dans laquelle il dirige pendant plus de dix ans un séminaire. Il y utilise divers documents qu’il compile, traduit, annote et enfin publie, matériaux de ses mémoires présentés aux États-Unis à la fin de 1965 Russia and History's Turning Point, traduites en 1966 en France sous le titre La Russie au tournant de l'Histoire. Il participe alors à une émission de radio en France montrant qu'il n'a pas oublié sa très correcte maîtrise du français.
Kerenski, un des derniers acteurs des événements de 1917, meurt à New York en 1970, peu après une tentative avortée — en 1968 — de visiter l'URSS. Jusqu'à ses derniers jours, il a cru que tôt ou tard la « liberté renaîtrait dans sa patrie ». L'Église orthodoxe russe lui refuse l'enterrement chrétien, le considérant comme l'un des principaux responsables de la prise du pouvoir par les communistes. Après ses obsèques, sa famille organise son inhumation à Londres, au cimetière de Putney Vale.

## Vie privée
Kerenski s'est marié deux fois. Sa première épouse, Olga Baranovski (1886-1975), fille d'un général et petite-fille d'un universitaire professeur de mathématiques à la faculté d'Helsinki, ne divorce qu'en 1939 après plus de vingt ans de séparation. Près de trois ans après la révolution d'Octobre, Olga réussit dans des conditions difficiles à fuir la Russie avec ses deux fils pour se réfugier en Grande-Bretagne. Elle avait dans son ascendance plusieurs scientifiques et techniciens, ce qui explique sans doute la destinée de ses enfants qui, tous les deux, notamment Oleg (1905-1984), sont devenus des ingénieurs britanniques de renom.
Son deuxième mariage a lieu en août 1939 avec Lydia Tritton (1899-1946), journaliste d'origine australienne rencontrée à Paris à la fin des années 1930. Habitant la France, le couple doit fuir l'avancée allemande en rejoignant la frontière espagnole pour embarquer sur un navire anglais à Saint-Jean-de-Luz. Établi aux États-Unis, le couple s'installe à New York puis dans le Connecticut. La guerre terminée, son épouse souhaitant retourner en Australie, Alexandre s'établit à Brisbane où sa femme décède en avril 1946, peu après leur installation.

## Postérité
Kerenski, comme le surnomme Richard Abraham dans son ouvrage, a bien été le « premier amour de la Révolution ». C'est lui qui a offert à la Russie sa première transition démocratique, peu durable dans les faits mais définitive quant à la disparition de l'autocratie. Sa très courte période de gouvernement est à mettre en face du retentissement qu'elle a eu sur le plan historique. Cela tient sans doute aux réformes qu'il a entreprises, mais plus certainement à son exceptionnelle longévité — près de 60 ans d'exil — qui lui a permis, sans relâche, d'opposer sa courte action, selon lui positive, aux travers autoritaires du régime soviétique.
Selon l'écrivain Nina Berberova, Alexandre Kerenski était franc-maçon et faisait partie d'un gouvernement qui a constitué « l'apogée de la franc-maçonnerie russe […] si l'on considère que la première composition du gouvernement provisoire (mars-avril) comportait onze ministres dont dix étaient francs-maçons »,.
Sur le plan personnel, l'historiographie est souvent sévère avec le chef du gouvernement provisoire. Issu d'un parti travailliste inexistant hors de lui-même, un peu trop enclin à confondre la parole — emphatique, théâtrale, romantique — avec l'action, Kerenski a sans doute commis des erreurs face aux bolchéviques, plus pragmatiques dans leurs stratégies de pouvoir.